# Vuorollaan
Vuorollaan è il terzo singolo della cantante finlandese Katri Ylander, estratto dal suo album d'esordio.